# ドジョウ科
ドジョウ科（どじょうか、Cobitidae）は、コイ目に属する科。21属約190種類が知られる。日本では3属26種・亜種がいる。このうち1種は外来種、8種は学名未決定である。日本語の「どじょう」という言葉は広義にはドジョウ科全体を指し、英語のローチ (loach) は通常、ドジョウ科の総称である。以前、ドジョウ上科はドジョウ科と称され、現在ドジョウ上科を構成している科は、亜科とされていた。しかしここでは昔ドジョウ科と称されていたドジョウ上科については扱わない。そのため、和名に「どじょう」の語がつく魚が複数含まれるフクドジョウ科（ホトケドジョウなど）やアユモドキ科は本記事では触れない。同様に、和名に「どじょう」の語がつくタイワンドジョウ（Channa maculata）は、ドジョウ科には含まれない。

## 分布
ユーラシア大陸全域、台湾、日本列島、北アフリカのエチオピア・モロッコ。

## 形態
体は細長い。口は下向きで小さく、口髭は3～5対。腹部は平らな形状を有し、底生である。真の鱗をもたない。雌雄は雄の胸鰭が鋭く大きいことで区別可能。ただし、アジメドジョウ属などは雌雄の判別は困難。。
シマドジョウ属では、自然分布で2倍体、3倍体、4倍体の倍数体個体が存在する。また、ギンブナのような雌性発生を行い無性生殖することが報告されている。

### 口髭
全てのドジョウ科魚類は口髭をもつ。吻端1対、上唇1対、口端1対の計6本があり、ドジョウ属ではこれに加えて下唇に2対の計10本ある。口髭は感覚器官としてはたらく

### 骨質盤
雄成魚の胸鰭基部には骨質盤が発達している。骨質盤の形と大きさは種によって違いがあり、これによって種を特定・分類する。胸鰭が雄のほうが大きいことと、骨質盤が雄のほうが発達することなどは、雌の産卵を促すためであると考えれるが、どうして雄が発達しているかよくわかっていない。ただ、ドジョウ属の成熟した雄では背鰭付近の体側が膨らみこぶ状になり、このこぶは雌の産卵時に使われる。

### 分枝軟条
胸鰭は、1条の棘上軟条と、それ以外の分枝軟条からなる。分枝軟条とは、起部が1本で先端に向かって分枝する軟条のこと。第１分枝軟条は上下2片からなり、上片の幅は種によって違いがある。

## 日本のドジョウ科
日本のドジョウ科は3属26種・亜種がいる。

### ドジョウ属
口髭は5対、尾鰭後縁は円い。眼下棘は発達しない。ヨーロッパと東アジアで8種が知られる。日本で5種が知られ、このうち1種が外来種、3種が学名未決定。

### シマドジョウ属
口髭は3対、尾鰭後縁は直線状。動く眼下棘を有する。体はやや側扁し、背部から体側に明瞭な斑紋列を有す。ヨーロッパから東アジアにかけてと北アフリカの一部で約90種が知られる。日本で20種・亜種が知られ、このうち5種が学名未決定である。

### アジメドジョウ属
口髭は3対で、上下の唇は半月状で全体として吸盤上となる。眼下棘を有する。背鰭はやや後方に位置し、オス胸鰭基部には骨質盤がない。東アジアで4種が知られる。日本で1種が知られる。シマドジョウ属に編入された。

## 利用
日本では戦国時代の公家山階言継（やましなときつぐ）が残した日記言継卿記においてドジョウ科の食文化が記されている。その後、全国的に広く食べられるようになり、江戸時代には多くの文献でドジョウ料理が登場する。しかし、当時は川柳などからわかるようにドジョウを食べることは、品が無く、気味が悪いことだと考えられていた。現在、日本産ドジョウ科はドジョウ、アジメドジョウ、ヒガシシマドジョウが食されており、漁が行われている。そのうち、ドジョウは養殖が行われている。

## 文化
- ウィリアム・シェイクスピア作ヘンリー四世 第1部、第2幕より — "Why, they will allow us ne'er a jordan, and then we leak in your chimney; and your chamber-lie breeds fleas like a loach."
- コンピューターゲーム・ゼルダの伝説 時のオカリナで釣り上げることのできる最も大きな魚は「ハイラルどじょう」である。
- ドジョウすくいは安来節の一節に合わせて踊られ、泥田でドジョウをすくう姿を滑稽に描写する。忘年会等の宴会芸の定番であった[1]。
- 各地にはドジョウ科の魚を信仰する文化が多くあり、それにまつわる神事や祭事が多く行われている。多くの場合ここでのドジョウ科の魚とはドジョウやアジメドジョウである。ドジョウを神仏の前で食べたり供養したりするものや、捕獲したドジョウを放つことで厄払いや供養を行うもの、豊凶を占うものがある[1]。